# Bolivar (Disney)
Pour les articles homonymes, voir Bolívar.
Bolivar est un personnage de fiction de l'univers des canards de Disney. C'est le chien Saint-bernard de Donald Duck. Il est surtout présent dans les histoires en bandes dessinées de l'argentin Daniel Branca qui en a fait son personnage favori.

## Historique
Ce saint-bernard créé par Joe Grant apparaît de manière anonyme au côté de Pluto dès juillet 1936 dans le court-métrage Les Alpinistes, dans lequel il sauve Mickey Mouse d'un aigle, Donald d'un bouc et Pluto du froid. Il est ensuite repris dès la fin de l'année dans un autre court métrage More Kittens, de manière toujours anonyme.
Ce n'est que le 17 mars 1938 qu'il prend son nom définitif dans Bolivar, chien perdu de Donald, histoire dessinée par Al Taliaferro et écrite par Homer Brightman. C'est dans les strips quotidiens de Taliaferro, que ce dernier en fait le chien de Donald. Bolivar n'écoute jamais son maître. Pour le comportement du Saint-Bernard, Taliaferro s'est inspiré de son propre chien. Il est aussi régulièrement utilisé par Carl Barks qui en fait l'ami des neveux de Donald, Riri, Fifi et Loulou.
Bolivar est parfois le père d'un jeune saint-bernard nommé Behemoth. Graphiquement Bolivar est très proche de Nana, la chienne et nurse de la famille Darling dans Peter Pan (1953).
Il est ensuite « abandonné » durant plusieurs années avant que l'argentin Daniel Branca le réutilise dans plusieurs histoires au milieu des années 1990.
Le nom de ce personnage est assez controversé en raison de son apparentée avec Simón Bolívar. Dans les années 40, le gouvernement Bolivien avait même accusé Disney de vouloir ridiculiser l'homme politique et avait demandé le retrait du personnage. Pour cette raison, certains auteurs l'ont rebaptisé Bornworthy ou Bernie.

## Filmographie
- Les Alpinistes (1936)
- More Kittens (1936)